# Steve Simmons (labdarúgóedző)
Steve Simmons (Vancouver, Washington, 1967. augusztus 9. –) amerikai labdarúgó és labdarúgóedző, valamint a Major League Soccer kiértékelője. 2018-tól a Linfield Wildcats helyettes atlétikai igazgatója és labdarúgásért felelő vezetője.

## Fiatalkora
A chugiaki középiskolában és a Concordia Egyetemen is focizott. Elnyerte az NCCAA All-America és kétszer a NAIA All-Regional elismerését, 1990-ben pedig az egyetem az év férfi sportolójának választotta. 1993-ban bekerült az egyetem, 2014-ben pedig Alaszka középiskolai dicsőségcsarnokába.

## Pályafutása

### Kezdetek
1990 és 1993 között a Concordia Cavaliersnél Dan Birkey helyettese volt, majd a Gonzaga Bulldogs munkatársa lett. 1995-ben a Whitworth Pirates vezetőedzőjévé nevezték ki; egy szezonja alatt 9–8–2-es eredményt ért el. 1996 és 2001 között a Linfield Wildcats labdarúgó-, 1997 és 1999 között pedig lacrosse-edzője volt.

### Northern Illinois Huskies
2003 és 2009 között a Northern Illinois Huskies férfi labdarúgócsapatának edzője volt. Hat szezonja alatt 59–47–13-as eredményt ért el, ebből 56 győzelmet 2004 és 2008 között szereztek. 2004-ben és 2006-ban a Mid-American Conference az év edzőjének választotta. 2006-ban hazai pályán 9–0-s eredményt értek el, 2007-ben pedig legyőzték legnagyobb ellenfelüket, a Northwestern Wildcatst.
2008-ban 11–6–4-es eredményükkel a konferencia második helyére kerültek és továbbjutottak a konferenciabajnokságra, ahol kikaptak az Akron Zips ellen.

### Oregon State Beavers
2001–2002-ben az Oregon State Beavers férfi labdarúgócsapatának helyettese, 2009 és 2017 között vezetőedzője volt. Pályafutása alatt Danny Mwanga, Emery Welshman és Khiry Shelton az MLS-draft első körében bekerült valamely profi csapatba.
Kilenc szezonja alatt 62–87–15-ös eredményt ért el. 2017. december 1-jén elbocsátották.

### Linfield Wilcats
2018-ban a Linfield Egyetem helyettes atlétikai igazgatójává és labdarúgásért felelős vezetőjévé nevezték ki.

## Fordítás
- Ez a szócikk részben vagy egészben  a   Steve Simmons (soccer) című angol Wikipédia-szócikk ezen változatának fordításán alapul.  Az eredeti cikk szerkesztőit annak laptörténete sorolja fel. Ez a jelzés csupán a megfogalmazás eredetét és a szerzői jogokat jelzi, nem szolgál a cikkben szereplő információk forrásmegjelöléseként.